# 安諾清真寺
安諾清真寺，又稱納閩區立清真寺（Masjid Negeri Wilayah Persekutuan Labuan），是馬來西亞納閩一家清真寺。

## 历史
清真寺原來由沙巴州政府透過州伊斯蘭理事會興建，以取代不敷應用的舊清真寺。1980年6月9日動工，納閩升格後由聯邦政府接手。1987年完工，1988年2月1日由最高元首蘇丹馬末·依斯干達主禮啟用。
清真寺佔地4.5英畝，揉合了馬來-汶萊和土耳其風格。有一座圓頂、兩座叫拜樓，附屬建築包括三個演講廳、圖書館、辦公室、貴賓休息室等。